# Elisabeth Willeboordse
Elisabeth Willeboordse (Middelburg, 13 settembre 1978) è una judoka olandese, vincitrice della medaglia di bronzo a Pechino 2008 nella categoria 63 kg.

## Palmarès
- Giochi Olimpici

Pechino 2008: bronzo nei 63 kg.
- Campionati mondiali di judo

2007 - Rio de Janeiro: bronzo nei 63 kg.
2009 - Rotterdam: argento nei 63 kg.
- Campionati europei di judo

2005 - Rotterdam: oro nei 63 kg.
2006 - Tampere: bronzo nei 63 kg.
2010 - Vienna: oro nei 63 kg.